# Jan Ruckgaber

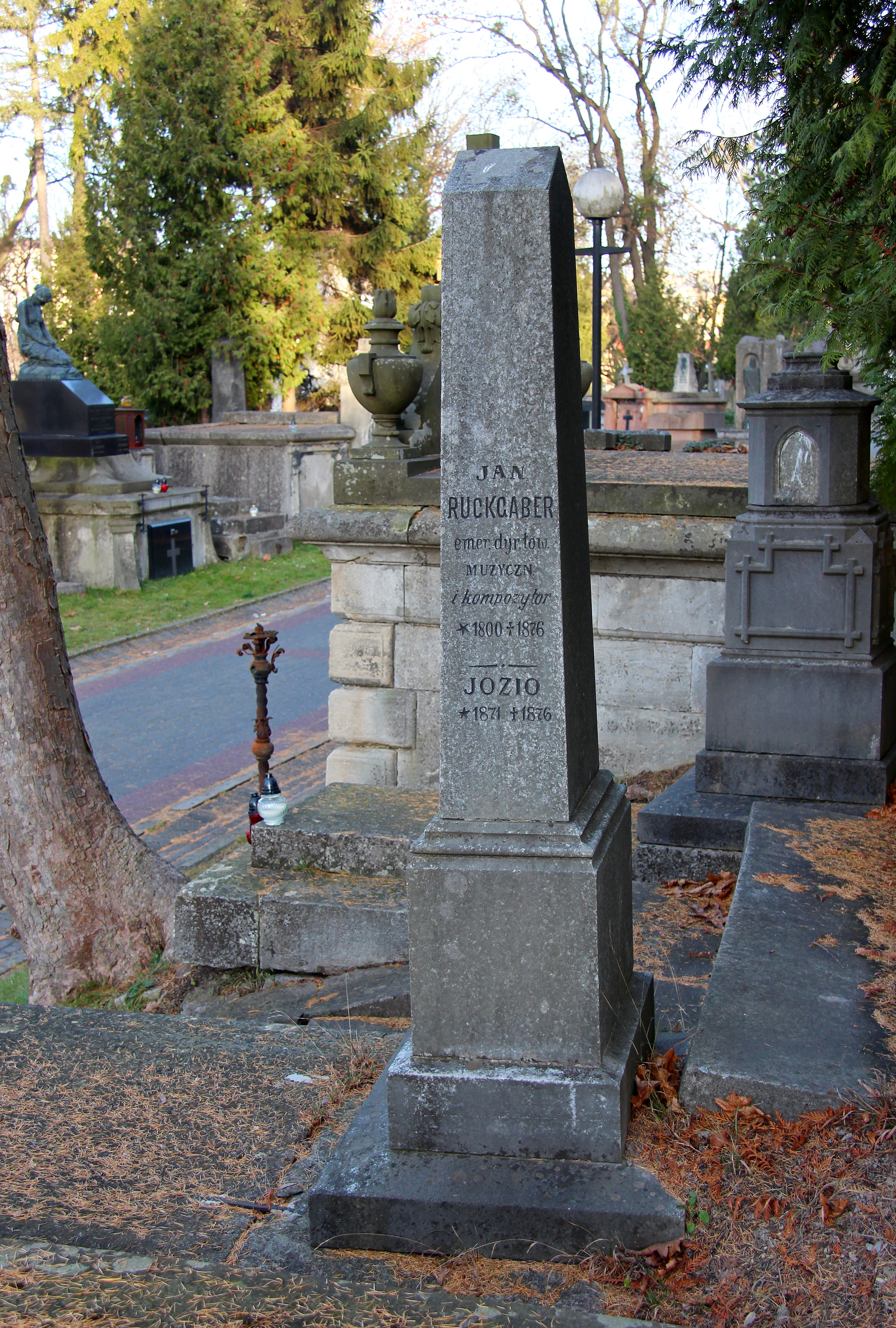
Grób Jana Ruckgabera na lwowskim Łyczakowie

Jan Ruckgaber, pierw. Jean de Montalban (ur. 21 listopada 1799 w Wiedniu, zm. 5 stycznia 1876 we Lwowie) – polsko-francuski pianista, akompaniator, dyrygent, pedagog, kompozytor i organizator życia muzycznego. Od wczesnej młodości związany ze Lwowem, gdzie od 1826 r. mieszkał na stałe. Tworzył muzykę fortepianową, głównie taneczną, romanse i pieśni, ale też większe formy orkiestrowe, chóralne i kameralne. 
Był założycielem Galicyjskiego Towarzystwa Muzycznego, a w 1839 roku otworzył we Lwowie pierwszą Szkołę Muzyczną, przekształconą później w Konserwatorium, które pracuje do dzisiaj jako Lwowska Narodowa Akademia Muzyczna.

## Życiorys
Jean (później Johann i Jan), syn francuskiego emigranta, Jeana de Montalban, urodził się w Wiedniu, prawdopodobnie 21 listopada 1799 r. i został ochrzczony w Katedrze Św. Szczepana. Początkowo nosił nazwisko ojca, de Montalban, francuskiego arystokraty, który w latach 90. XVIII w. uciekł z Francji przed terrorem jakobińskim i osiedlił się w Wiedniu, a kilka lat później poległ w bitwie pod Wagram (1809) w służbie austriackiej przeciwko armii francuskiej. Młody Jan został usynowiony przez swojego guwernera, wiedeńczyka Józefa Ruckgabera, od którego przyjął nazwisko, francuskie imię, Jean, zmienił potem na Johann i wreszcie Jan.
Ruckgaber studiował muzykę w Wiedniu, gdzie był uczniem Johanna Nepomuka Hummla, później w latach 1816-19 kontynuował naukę w Paryżu. W styczniu 1818, jeszcze jako student, zaprezentował się we Lwowie w serii koncertów publicznych i w domach ziemiańskich. Od roku 1820 regularnie występował tu z koncertami fortepianowymi i akompaniował miejscowym muzykom. W latach 1824–25 uczestniczył jako pianista w koncertach skrzypcowych najwybitniejszego polskiego skrzypka, Karola Lipińskiego. Lipiński i Ruckgaber dali m.in. wspólnie serię koncertów w Kijowie i we Lwowie. W 1826 roku Ruckgaber zamieszkał na stałe we Lwowie. Koncertował, rozpoczął również pracę jako nauczyciel gry na fortepianie oraz kompozytor, głównie muzyki tanecznej oraz pieśni. Od 1835 prowadził cotygodniowe ćwiczenia muzyczne dla amatorów, wspólnie z Franzem X. Mozartem powołując do życia Towarzystwo Przyjaciół Muzyki (Gesellschaft der Musikfreunde). Kiedy F.X. Mozart wyjechał do Wiednia, Ruckgaber zastąpił go w działalności organizacyjnej i 14 sierpnia 1838 towarzystwo zostało oficjalnie zarejestrowane jako Galicyjskie Towarzystwo Muzyczne, które w latach 1838-42 pracowało pod jego kierunkiem jako kierownika artystycznego. W 1848, podczas Wiosny Ludów, zawiesiło prace, ale w czerwcu 1852 r. wznowiło działalność koncertową pod kierunkiem Ruckgabera, już pod nazwą Towarzystwa Rozwoju Muzyki w Galicji. Ruckaber położył fundamenty profesjonalnej edukacji muzycznej we Lwowie, otwierając w roku 1839 pierwszą we Lwowie Szkołę Muzyczną oraz uczestnicząc w przekształceniu jej w roku 1853 w Konserwatorium, które pracuje do dzisiaj pod nazwą Lwowskiej Narodowej Akademii Muzycznej. W 1857 Ruckgaber, ze względu na stan zdrowia, zrezygnował z działalności kierowniczej oraz organizatorskiej i poświęcił się pracy pedagogicznej i kompozytorskiej. 

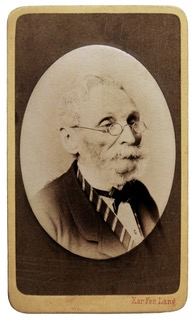
Jan Ruckgaber (ze zbiorów rodzinnych)

Podczas pięćdziesięciu lat aktywności Ruckgaber wykształcił trzy pokolenia muzyków i melomanów i zdobył szacunek lwowskiego środowiska muzycznego. W latach 1862–1867 pracował jako prywatny nauczyciel muzyki na Wołoszczyźnie. W ciągu wielu lat swojej działalności publicznej przyjaźnił się m.in. z Fryderykiem Chopinem i Ferencem Lisztem.
Twórczość Ruckgabera należy do nurtu wczesnego romantyzmu. Jego kompozycje odbijają wiodące kierunki estetyczne epoki. Kompozycje obejmują głównie muzykę fortepianową o charakterze salonowym, opartą jednak nierzadko na polskim folklorze. W utworach kameralnych posługiwał się chętnie motywami polskich tańców ludowych, jak krakowiak, mazurek i polonez. Publikowano je w największych domach wydawniczych Lipska, Londynu, Brukseli, Paryża i Petersburga, oraz w Wiedniu, Warszawie i Lwowie. W dorobku kompozytorskim Ruckgabera znalazło się ok. 100 opusów. Uznanie współczesnych przyniosły mu m.in. „Uwertura na otwarcie Teatru Skarbkowskiego” (1842) oraz „Duo g-mol na skrzypce i fortepian” (op. 41). Komponował także pieśni do tekstów polskich. Po powstaniu listopadowym 1830 r. powstała „Pieśń do mogił” do słów Wincentego Pola. W jego twórczości znajdują się też większe utwory: sonaty, duety, kompozycje na instrumenty solowe z towarzyszeniem fortepianu oraz fortepianowe na cztery, a nawet osiem rąk. Jest też grupa utworów orkiestrowych i chóralnych, m.in. Msza, autograf partytury znajduje się w bibliotece Lwowskiej Narodowej Akademii Muzycznej.
Zmarł we Lwowie 5 stycznia 1876 r. Został pochowany na Cmentarzu Łyczakowskim

## Rodzina
Jan Ruckgaber ożenił się z Marią Ksawerą Markl. Mieli sześcioro dzieci. 